# Holon (by)
 For alternative betydninger, se Holon. (Se også artikler, som begynder med Holon)
Holon ("Sand") (Hebraisk חוֹלוֹן) er en by i Israel. Holon har ca. 180.000 indbyggere og er en forstad til Tel Aviv. Den grænser op til Tel Aviv mod nord, Bat Yam mod vest og Rishon LeZion mod syd.
Byen blev grundlagt i 1935. Holon er en blomstrende og smuk by med mange parker og haver og regnes for at være en af de grønneste byer i Israel. I den anledning har byen vundet en række priser og udmærkelser.
Holon har uddannelsesinstitutioner, kultur- og sportscentre, moderne indkøbscentre, højhuse og en af de største industrizoner i Israel. Byen har en samaritansk koloni, hvor omkring halvdelen af alle samaritanerne bor.